# Pixar Place

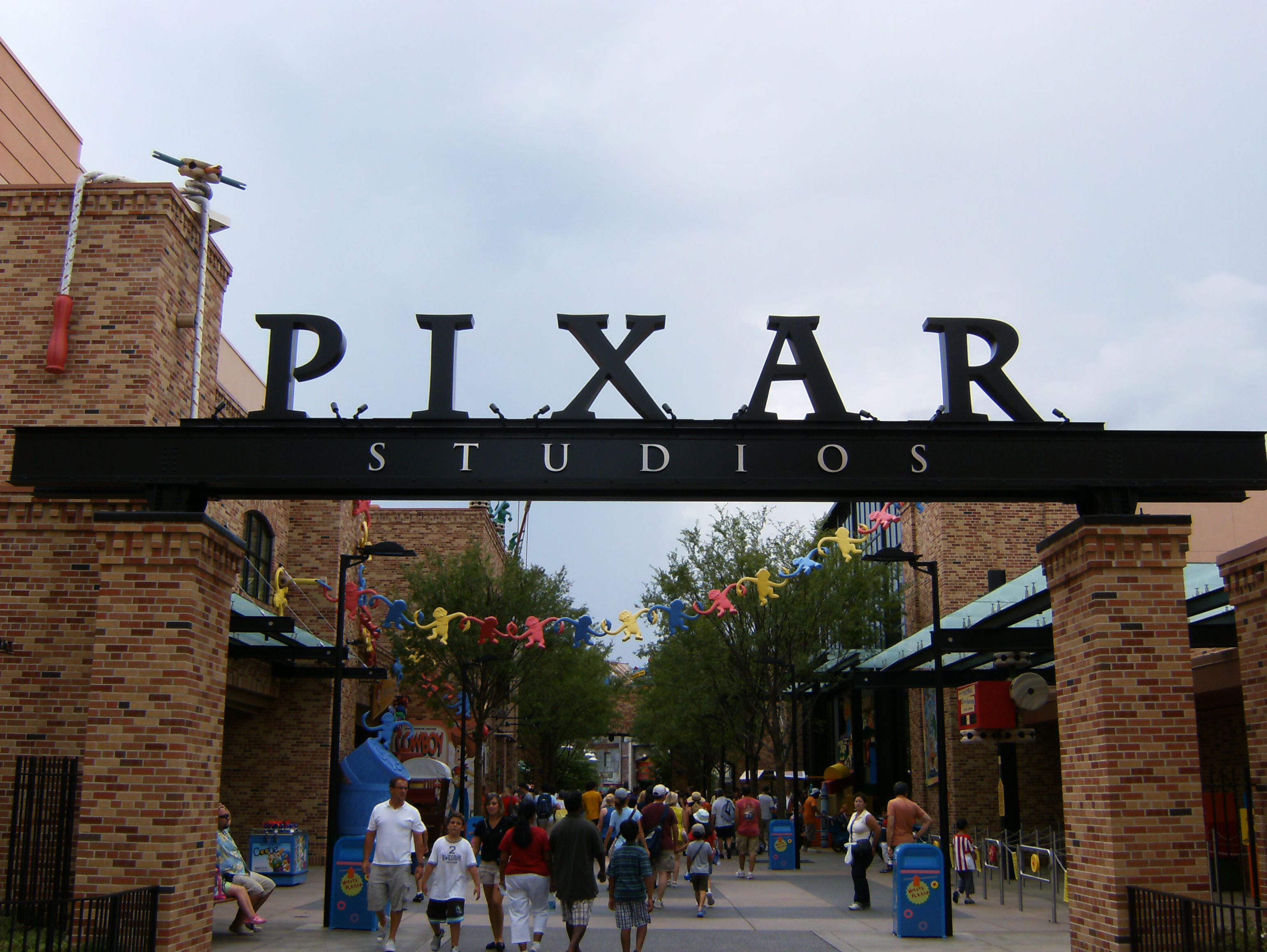
De ingang van Pixar Place

Pixar Place was een themagebied in het Amerikaanse attractiepark Disney's Hollywood Studios. 
Pixar Place verwijst naar de Pixar Animation Studios. De Pixar Animation Studios stonden vroeger op deze locatie. Vandaar dat in het themagebied veel van de oude filmstudio's, waarin aan films werd gewerkt, terug waren te vinden. Vandaag resideren de Pixar Animation Studios echter in Emeryville in Californië.
Pixar Place telde één attractie, Toy Story Mania!, een interactieve 3D-darkride, die gebaseerd is op de Toy Story-films. Deze was te vinden in Pixar Place, omdat Toy Story door de Pixar Animation Studios geregisseerd is. Pixar Place bevatte ook een animatronic van Luxo Jr., een karakter uit de eerste film van Pixar, met een lengte van anderhalve meter.
Met de opening van Toy Story Land op 30 juni werd de hoofdingang van Toy Story Mania! verplaatst naar dit nieuwe gebied. Pixar Place werd begin juli nog gebruikt als overflow-gebied voor de lange openingswachtrijen van Toy Story Land, maar werd daarna afgesloten voor het publiek.
Walt Disney World Resort · Earful Tower · The Sorcerer's Hat · afbeeldingen